# Tony Ross
Anthony Lee Ross (Londres, 10 d'agost de 1938) és un autor i il·lustrador britànic de llibres per a nens. A Gran Bretanya, és conegut per haver escrit i il·lustrat els seus llibres de "La Petita Princesa" i per haver il·lustrat la sèrie "Horrid Henry" de Francesca Simon; totes dues s'han convertit en sèries de televisió basades en les seves il·lustracions. Ha il·lustrat la sèrie "Amber Brown", de Paula Danziger, la sèrie del "Dr. Xargle", de Jeanne Willis, i la sèrie de "Harry The Poisonous Centipede", de Lynne Reid Banks. També il·lustra les obres de David Walliams.

## Biografia
Ross va néixer el 10 d'agost de 1938 a Londres. Els seus pares són Eric Turle Lee Ross i Effie Ross (de soltera Griffiths). Va assistir a la Helsby Grammar School i va estudiar a la "Liverpool School of Art and Design" (Universitat John Moores).

## Carrera
Ross ha tingut diferents activitats professionals, incloent-hi ser dibuixant, dissenyador gràfic i després director d'art en una agència de publicitat. L'any 1976, la seva llarga associació amb la l'editorial Andersen Press va començar amb la publicació del seu relat de "Rinxols d'or i els tres óssos". Durant diversos anys va ser professor titular d'art i cap del curs d'il·lustració de la Manchester Metropolitan University.
Entre les biblioteques que participen a WorldCat, les vuit obres de Ross més àmpliament difoses són llibres d'Amber Brown escrits per Danziger. El llibre més difós escrit i il·lustrat per Ross és I Want Two Birthdays (2008), que està representat en deu idiomes.

## Premis
El 1986 Ross va guanyar el Deutscher Jugendliteraturpreis, en la categoria de llibres il·lustrats, per Ich komm dich holen!, l'edició en alemany de I'm coming to get you!  (Andersen, 1984). Fou un finalista molt lloat a la Medalla Kate Greenaway pel tercer llibre de la sèrie "Dr. Xargle" amb Jeanne Willis: Dr. Xargle's book of Earth Tiggers. Ha guanyat tres cops el premi neerlandès "Zilveren Penseel" (1981, 1987, 1995).
Per la seva contribució com a il·lustrador infantil, va ser el candidat del Regne Unit al biennal i internacional Premi Hans Christian Andersen el 2004.